# Bandung-konferencen
Bandung-konferencen eller Første afro-asiatiske konference var en konference, der blev holdt i april 1955 i Bandung mellem 29 neutrale stater i Asien og Afrika samt Folkerepublikken Kina. Fælles for landene var, at de ønskede at stå uden for uenighederne i Den kolde krig.
Konferencen var organiseret i fællesskab af Indonesien, Egypten, Indien, Ceylon, Burma og Pakistan, og hovedarkitekterne var Achmed Sukarno og Jawaharlal Nehru. Andre noterbare deltagere var Gamal Abdel Nasser og Zhou Enlai.
USA forholdt sig skeptisk over for konferencen, fordi Kina var repræsenteret ved Zhou Enlai. USA agerede således under konference gennem såkaldt venligsindede lande (især Filippinerne og Libanon).
Konferencens resultat blev en 10 punkts-kommuniké, der tog afstand fra kolonialisme og plæderede for indbyrdes samarbejde landene imellem og generel nedrustning i verden. Som en direkte udløber af konferencen blev den alliancefrie bevægelse oprettet i 1961 på landenes næste møde i Beograd.